# Henry Leland
Henry Martyn Leland (Barton, 16 de fevereiro de 1843 — Detroit, 26 de março de 1932) foi um comerciante, inventor e industrial automobilista e de motores de aviação dos Estados Unidos, fundador da Cadillac e da marca de carros de luxo Lincoln.

## Biografia
Filho de Leander B. Leland e de Zilpha Tifft Leland, estudou na escola pública e ao terminar começou a trabalhar como vendedor de máquinas em Worcester, depois como ferramenteiro do arsenal do exército, em Springfield durante a Guerra de Secessão e logo depois mudou-se para Providence, onde trabalhou por vinte anos na Brown & Sharp como supervisor de máquinas.
Casou-se em 1865 com Ellen R. Hull, de Millbury, com quem teve três filhos (Gertrude, Wilfred Chester e Miriam, que morreu nova); Ellen faleceu em 1914.
Em 1890 mudou-se para Detroit, onde começou a trabalhar com motores; em 1904 fundou a Cadillac Motor Company, resultado da fusão da Henry Ford Company com a Leland & Faulconer, e ali foi consultor geral até 1909 quando passou à presidência; em 1911 fundou a Lincoln Motor Company, nomeada em homenagem ao presidente Abraham Lincoln, por quem tinha grande admiração e ostentava uma notável coleção de livros sobre ele em sua biblioteca; em 1917 a empresa passou a fabricar motores de avião para o governo, o Liberty L-12 (o pedido inicial de seis mil unidades subiu para dezessete mil, e para isso empregou seis mil pessoas que produziam cinquenta motores ao dia, por dez meses).
Quando a Lincoln enfrentava a falência, ele declarou: "Você sabe, um homem não pode chegar a um momento de sua vida quando ele não tem muito com que se preocupar como quando tinha vinte e cinco anos e se perguntava como poderia continuar e sustentar sua família. Problemas que podem te incomodar aos vinte e cinco quebram suas costas, aos setenta e cinco."
Quando fez oitenta anos de idade Leland subiu 433 degraus do edifício Dime Savings Bank em que ficava seu escritório, no vigésimo segundo andar, numa demonstração de vitalidade; morreu em Detroit, nove anos depois, no Grace Hospital, após meses doente.

## Política
O progressismo em Detroit foi energizado por homens e mulheres de classe média alta que sentiam um dever cívico de elevar a sociedade, libertando-a da tirania de políticos corruptos que trabalhavam de mãos dadas com proprietários de bares inescrupulosos. Leland foi um importante líder, com sua base na Liga dos Cidadãos de Detroit. Apoiada pelas comunidades empresarial, profissional e religiosa protestante de Detroit, a Liga fez campanha por uma nova carta da cidade em 1918, uma ordenança anti-bares e pela prática de contratação aberta, em que um trabalhador poderia conseguir um emprego mesmo que não pertencesse a um sindicato.